# Flexibilis
Els flexibilis (Flexibilia) són una subclasse d'equinoderms crinoïdeus de la classe Crinoïdea, coneguts només pels seus fòssil. Van viure de l'Ordovicià mitjà al Permià superior.

## Característiques
Els flexibilis tenen les plaques de la copa no suturades rígidament entre elles, els braços són uniseriats i les pínnules no estan corbades distalment i no amaguen el tegmen.

## Taxonomia
La subclasse Flexibilia inclou dos ordres:
- Ordre Sagenocrinida Springer, 1913 †
- Ordre Taxocrinida Springer, 1913 †